# ストロベリーナイト
『ストロベリーナイト』（Strawberry Night）は、誉田哲也による警察小説。また、これを含む姫川玲子シリーズを原作とした映像化作品のタイトル。

## 概要
光文社より2006年2月に単行本が刊行、2008年9月20日に光文社文庫版が刊行された。
警視庁捜査一課殺人犯捜査係に配属された女性警官・姫川玲子を中心とする個性溢れる刑事たちが、凶悪な難事件に挑む警察小説・姫川玲子シリーズ第1作。公園で見つかった他殺体に端を発した一連の事件発覚から解決までの2週間を描く。物語は全5章で構成され、3章までは冒頭に犯人の視点によるモノローグが導入されている。本作品は100万部突破した。 
2010年にフジテレビで単発のスペシャルドラマとして、2012年には連続ドラマ化、2013年には映画化された。ちなみに、連続ドラマ以降のものは『ストロベリーナイト』以外のシリーズ作品を原作としている。
このほか、2011年には堀口純男により漫画化されている。

## あらすじ
都内の公園にあるため池近くの植え込みで、ビニールシートに包まれた男性の他殺体が発見された。捜査一課の姫川玲子は調査と持ち前の勘で、これが単独の事件ではなく、他の被害者がため池に遺棄されていると推理する。そして、ため池からは推理通りに別の遺体が発見された。捜査を続ける中で、被害者たちが共通して急に積極的な性格になったこと、毎月第2日曜に秘密の行動をとっていたことが明らかになる。そこで浮上した謎の言葉「ストロベリーナイト」。
玲子たちが真相に迫っていく中、被害者はさらに増えていく。そして、ついには玲子の部下も…。

## 登場人物

### 姫川班
姫川 玲子
警視庁捜査一課殺人犯捜査十係（姫川班）主任 警部補。
高校時代にレイプされた過去を持ち、現在も当時の記憶が蘇り苛まされ続けている。
菊田 和男
巡査部長。玲子の部下。
大塚 真二
巡査長。玲子の部下。玲子の「一番弟子」と認定されていた。
石倉 保
巡査部長。玲子の部下。玲子からは「タモツさん」と呼ばれている。
湯田 康平
巡査長。玲子の部下。

### 警視庁
勝俣 健作
捜査一課殺人犯捜査五係（勝俣班）主任 警部補。あだ名は「ガンテツ」。公安部出身、玲子の天敵で犯人検挙のためなら法に触れる行為でも関係なく行動する。
今泉 春男
警視庁捜査一課殺人犯捜査十係係長 警部。
橋爪 俊介
捜査一課管理官 警視。
日下 守
捜査一課殺人犯捜査十係（日下班）主任 警部補。玲子とは犬猿の仲。
井岡 博満
亀有西署強行犯係 巡査長。玲子に好意を抱いている。
北見 昇
警部補。東大卒であり、国家公務員試験一種に合格し入庁。父親も第三方面本部長というキャリア組である。現在亀有署で研修中。シャープなパーツのそろった顔立ち。大塚とコンビを組む。
小峰
警視庁刑事部鑑識課主任。

### その他
「エフ」
「ストロベリーナイト」実行役。両親に虐待を受け浮浪児同然となり、マコという不良少女に拾われて新宿のギャングのメンバーとなる。
マコを輪姦して殺した犯人をカッターナイフで殺害し、その犯人の友人の紹介で「ストロベリーナイト」に参加する。
國奥 定之助
東京都監察医務院監察医。玲子とは「奇妙な死体」を話のネタに度々食事をする仲である。
深沢 由香里
康之の妹。重症の精神疾患で中央医科大学付属病院に入院している。
深沢 康之
事件発生の1か月前に「ネグレリアフォーレリ」という寄生アメーバに感染し死亡した。自宅を放火した罪で保護観察の処分を受けていた。
尾室
中央医科大学付属病院精神科医。由香里の主治医。
金原 太一
34歳。公園の植え込みに遺棄された被害者。事務機器リース会社勤務。周りからは真面目な人間と言われていた。
滑川 幸男
38歳。ため池に遺棄された被害者。広告代理店白広堂のクリエイター。一昨年にCM大賞を受賞した売れっ子。既婚者だが、女遊びも派手だった。
田代 智彦
39歳。電機メーカーの営業員。滑川と親しくしていた。大塚に「ストロベリーナイト」の情報を話した。小心者。
辰巳 圭一
あらゆる手を使って裏社会の情報を仕入れる、いわば情報屋。大塚が唯一逮捕（住居侵入）したことがあり、今回の事件に関し接触した。
佐田 倫子
埼玉県警捜査第一課 巡査。玲子が刑事になるきっかけとなった女性警官。玲子の高校時代の事件を担当し、事件のショックから心を閉ざす玲子を暖かい気持ちで見守り励ましていたが、その事件の犯人との格闘の末殉職した。最終役職は二階級特進して警部補だった。

## 映像化作品
本作品を含む「姫川玲子シリーズ」をテレビドラマおよび映画としてフジテレビが映像化している。姫川を演じる主演女優は2010年・2012年放送のドラマおよび2013年公開の映画では竹内結子、2019年放送のドラマでは二階堂ふみ。以下のシリーズは、原作が姫川玲子シリーズの別の作品のものも含め、タイトルは全て本作品と同じく2010年・2012年放送のテレビドラマおよび映画版では『ストロベリーナイト』、2019年放送のテレビドラマ版では『ストロベリーナイト・サーガ』である。
2010年11月13日、『土曜プレミアム』で本作品を原作としたスペシャルドラマを放送。2012年1月6日には同作品が若干の新撮部分を加えた『金曜プレステージ』特別企画枠ドラマレジェンドとして放送された。同年1月10日から3月20日までは、連続ドラマとして火曜21時枠で、『ソウルケイジ』『シンメトリー』『感染遊戯』を原作とした続編が放送された。
2013年1月26日、上記の劇場版として『インビジブルレイン』を原作とした映画が公開され、公開週の日本映画観客動員数1位を記録している。
2019年4月11日から上記の連続ドラマのキャスト・スタッフを一新し、タイトルも『ストロベリーナイト・サーガ』として木曜劇場枠にてまだ、原作でも映像化されていない作品を再構成した上で放送。第1話の2時間スペシャルでは本作品が原作となっている。

## 漫画
- 誉田哲也（原作）・堀口純男（作画） 『ストロベリーナイト』 実業之日本社〈マンサンコミックス〉、全2巻
  - 上巻（2011年12月27日発売[3]）、ISBN 978-4-408-17359-7
  - 下巻（2011年12月27日発売[4]）、ISBN 978-4-408-17360-3
  - 電子書籍ストア「GALAPAGOS STORE」でも2012年2月10日から配信されている[5]。

このほかに「ストロベリーナイト -見えない雨-」のタイトルで発表された『インビジブルレイン』を原作とする映画『ストロベリーナイト』のコミカライズが存在する。

## オーディオブック
2020年6月25日より、audiobook.jpで配信された。ナレーターは行成とあ。